# ユニチカファミリーセンター
ユニチカファミリーセンターは、京都府京都市伏見区にある、UR都市機構桃山団地内に位置するユニチカ系のショッピングセンターである。

## 沿革
- 1974年6月 - ユニチカが廃止された京都工場及び高田工場の再開発を目的として都市開発事業部を新設。このうち京都工場は都市開発第一部が担当し、工場跡一帯約89,000坪には最新の地域冷暖房や集中ゴミ処理、また防災、医療等の施設を備える未来型の住宅都市空間が計画された。[1]
- 1976年1月 - 都市開発事業部都市開発第一部が独立、「株式会社ユニチカ京都ファミリーセンター」が設立される。ユニチカの経営状況の悪化から、当初計画されていた約89,000坪のうち約67,000坪は日本住宅公団に売却され、ユニチカ京都ファミリーセンターは日本住宅公団が造成する団地のセンター地区で、商業施設賃貸経営を行うことになった。[1]
- 1979年2月 - ユニチカファミリーセンターが開業。 [1]

## 主な店舗及び施設
- スーパー山田屋 桃山店
- 手作りの店セカンド・キッチン ユニチカファミリー店
- 酒・米・タバコ おぜき商店
- 寿司・うどん 寿し若
- フランスパン リベール
- おいしい空間 菜野
- 肉のまると
- やまちゃんのたこ焼
- 洋品のエビスヤ（衣料・雑貨）
- 薬局化粧品いしかわ
- 眼鏡ミタキ
- 常設フリーマーケット お宝BOX
- 貴金属買取専門店 ゴールドリング
- クリーニングショップおくむら
- 河本書店
- 理容室コニシ
- 美容室サロンドビビ
- ヤマハ音楽教室
- 大正銀行
- 羽場小児科 内科
- 宮本整形
- たなか歯科
- 気功&整体院スピカ
- 文化教室

## 交通アクセス
鉄道
- JR西日本奈良線
  - 木幡駅から西へ約x.xm
- 京阪宇治線
  - 桃山南口駅から約x.xkm
  - 木幡駅から約580m

自動車
- 京都外環状線
  - 桃山南口交差点から南へ約x.xm